# Bob Bowen
Robert Emmett „Bob“ Bowen III (* 18. Juni 1965 in Dayton, Ohio; † 30. August 2010 in New York City) war ein US-amerikanischer Jazz-Bassist und Hochschullehrer.

## Leben
Bowen erwarb 1988 den Bachelor in Komposition an der University of Dayton; anschließend studierte er klassischen Kontrabass im Masterprogramm des Cincinnati College-Conservatory of Music und an der Manhattan School of Music bei Harvie Swartz, wo er 1998 den Master erwarb. Danach arbeitete er in New York City in verschiedenen Stilrichtungen von westafrikanischem  Highlife, Salsa, Bluegrass, Rock, Funk, Fusion, Jazz, bis experimenteller Avantgarde und mit Kammermusik-Ensembles und Sinfonieorchestern. Unter anderen arbeitete er mit John Hicks, Clark Terry, Lee Konitz, James Moody, Mark Murphy, Art Lande, Steve Turré, Roseanna Vitro, Sebastian Weiss, Patrizia Scascitelli und Jack Wilkins. 
Er war zudem Mitglied im Bandkollektiv The MOB Trio, das er mit Matt Wilson und Ohad Talmor leitete. Deren erstes Album Loose erschien 2000 bei OmniTone; 2005 folgte das Live-Album Quite Live from Brooklyn. Im selben Jahr wirkte er bei der Formation Slog (Album Drew Field 45) mit. Seit 2000 unterrichtete er Bass an der Hofstra University in Long Island, wo er auch Leiter des Jazz Combo Workshop war. Von 1998 bis 2005 entwickelte und leitete er das Jazzprogramm am Center for Preparatory Studies am Music Queens College (CPSM). Er starb Ende August 2010, nachdem er beim Radfahren in Manhattan von einem Truck angefahren wurde.